# قنطريون مشابه
القنطريون المشابه واسمه العلمي (باللاتينية: Centaurea simulans) نوع نباتي ينتمي إلى جنس القنطريون من الفصيلة النجمية.

## الموئل والانتشار
موطنه بلاد الشام.